# Шиизм в Афганистане

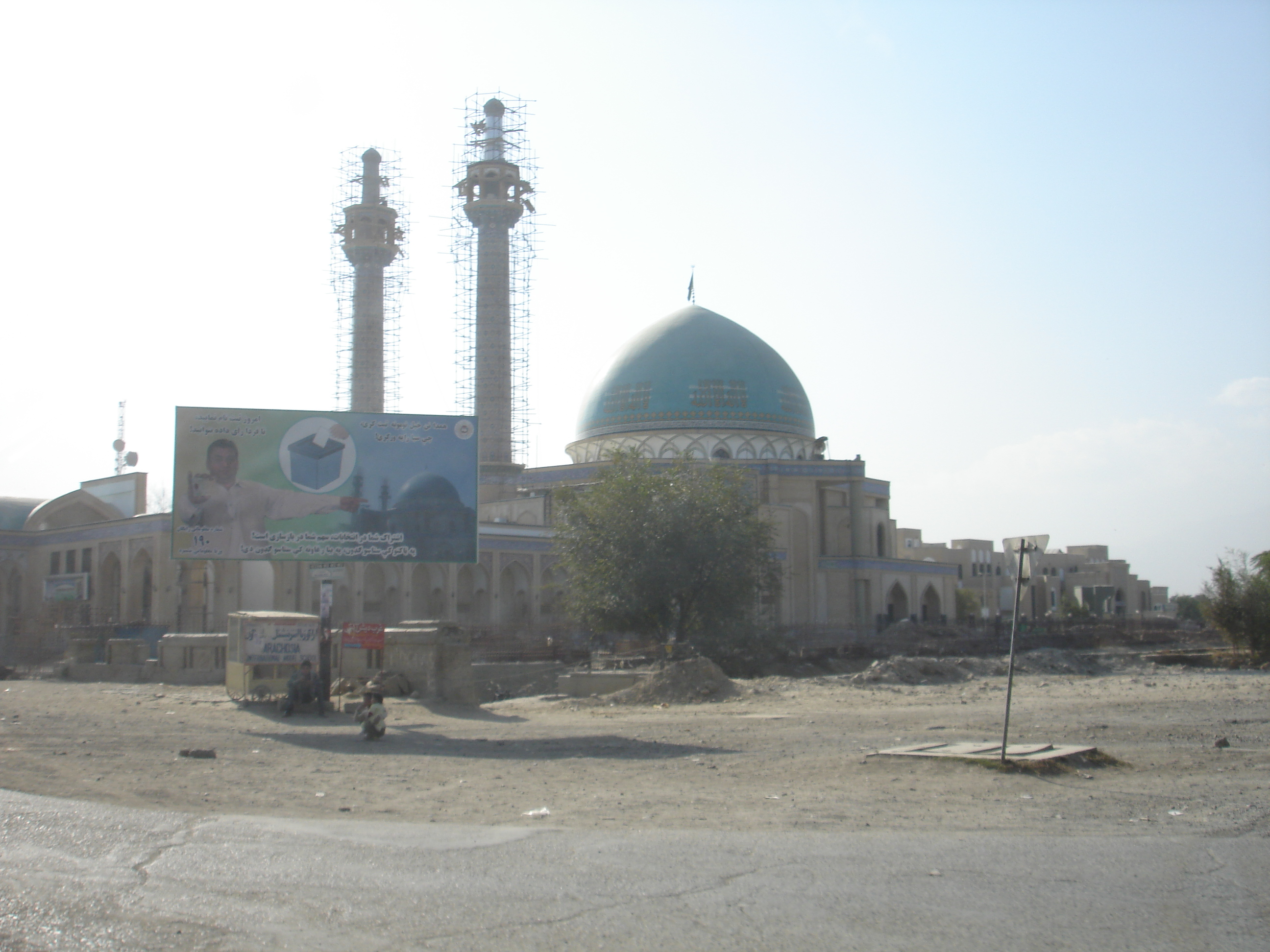
Мечеть в Кабуле, во время строительства в 2008 году

Шиизм в Афганистане исповедуют от 10 % до 15 % от населения страны. Большинство из шиитов в Афганистане являются двунадесятниками. Гораздо меньше в стране исмаилитов.

## Двунадесятники
Большинство афганских шиитов являются двунадесятниками, главным образом этнической группой хазарейцев. Следующие по величине являются фарсиваны, в западных провинциях Герат и Фарах. Также двунадесятниками являются кызылбаши.

## Исмаилиты
Меньшую часть шиитов в Афганистане составляют исмаилиты. Исмаилиты в основном находятся в провинции Бадахшан на границе с Таджикистаном.
Провинция Баглан также является домом для исмаилитского сообщества. Их лидер Сайед Мансур Надери и его сын Саид Джафар. Во время Афганской войны около 10 тыс. исмаилитов защищали Баглан от советской армии, но из-за разногласия с другими группами боевиков, перешли на сторону советов.